# ミハ・ビン・ゴリオン
ミハ・ヨセフ・ビン・ゴリオン、
（Micha Josef Bin Gorion, Mikhah Yoseph bin-Gorion (bin Goryon), 
、1865年8月7日 – 1921年11月18日)は小ロシア生まれのユダヤ人作家、ジャーナリスト、学者。本名ミハ・ヨセフ・ベルディチェフスキー(מיכה יוסף ברדיצ'בסקי、Micha Josef Berdyczewski(Micah Joseph Berdichevsky))。ユダヤ人に自らの宗教や伝統、歴史を支配する教義から解放され、考え方を変えるように訴えた。またその他にもユダヤ人の神話や伝説などを集めた作品でも知られている。ヘブライ語やイディッシュ語、またドイツ語でも執筆しており、「ドイツ文学界で敬愛されるためにベルリンに住んだ最初のヘブライ語作家」と言われている。

## 人物

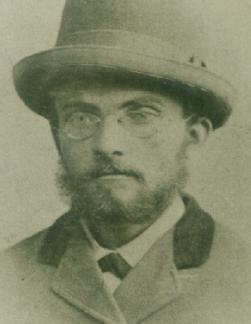

ミハ・ビン・ゴリオンことミハ・ヨセフ・ベルディチェフスキー(以下ベルディチェフスキーと表記)は現在のウクライナ西部ミェンヅィブシュのハシディズムのラビの家族に生まれた。彼の父は街のラビであった。若い頃からユダヤ啓蒙主義的な作品を読み始めており、その影響は後の著作にも見られる。ベルディチェフスキーは世俗主義文学との関わりを最初の妻の家族に反対されたが故に離婚をせざるを得なかった。その後ヴォロジン・イェシーバーへ向かったが、そこでもベルディチェフスキーの型破りな文学への追求は怒りと抗議を巻き起こした。ベルディチェフスキーの最初期の作品に1888年にハ・メリーツ紙に掲載された『ヘイツィーツ・ヴニフガー』(ヘブライ語: הציץ ונפגע、直訳「覗いて傷ついた」、「異端となって」という意味)という人生のうちのこの時期について書いた作品がある。この時期からベルディチェフスキーの作品の殆どが論争的になり、感情的な作風が作家業の特徴となった。
1890年にドイツとスイスに向かい、ベルリンやブレスラウ、ベルンの大学で学び、哲学博士の課程を修了した。
この時期、ベルディチェフスキーはドイツの哲学者ニーチェやヘーゲルの著作について学び、そこから強烈に影響を受けた。ウクライナへ戻るまでの10年間、ヘブライ語の雑誌に多数の記事や小説を寄稿した。ラーヘル・ラムベルクと結婚する1900年までに、ベルディチェフスキーは10冊の本を出版していた。
ウクライナに帰国すると、ユダヤ教徒居住区でのユダヤ人の生活の過酷な現実に直面して、その後伝統的な生活様式の悪化が彼の多くの小説の主題になった。ワルシャワに短期間滞在した後、1911年ベルディチェフスキーはドイツに戻り、1921年に亡くなるまで過ごした。ベルリンのヴァイセンゼーにあるユダヤ人墓地に埋葬された。

## 文筆業
ベルディチェフスキーは1914年にベルリンで出版された作品集で署名で初めて使った、ビン・ゴリオンという姓を選んだ。筆名であるビン・ゴリオンもまた彼の墓碑に刻まれている。晩年は集中的な執筆とユダヤ人の伝説や伝承の蒐集に費やし、ヘブライ語やイディッシュ語、ドイツ語で出版した。ベルディチェフスキーの死後、彼の妻と彼らの息子であるイマヌエル・ビン・ゴリオンはいくつかの作品をドイツ語に翻訳し、その中から『Die Sagen der Juden』 (「ユダヤ人の伝説」、1935年)や『Der Born Judas』 (「ユダヤ人の幸福」)を全6巻で出版した。
ベルディチェフスキーが存命していた頃のユダヤ人の間での人気は伝統的なユダヤ人社会に対する曖昧な態度や、世俗的なヨーロッパ文化の表現に成功したところにあると考えられている。

## 記念
イスラエルに彼の名をとったモシャブであるスドート・ミーハーが1955年に設立された。

## 作品
- Der Born Judas (全6巻、1924年)
- Sinai und Garizin (1926年)
- Die Sagen der Juden (全5巻、1927年)